# Tvärträsket (Norsjö socken, Västerbotten, 720369-169217)
Tvärträsket är en sjö i Norsjö kommun i Västerbotten och ingår i Skellefteälvens huvudavrinningsområde. Sjön har en area på 0,393 kvadratkilometer och ligger 224,2 meter över havet. Sjön avvattnas av vattendraget Karsbäcken.

## Delavrinningsområde
Tvärträsket ingår i det delavrinningsområde (720340-169330) som SMHI kallar för Utloppet av Tvärträsket. Medelhöjden är 239 meter över havet och ytan är 4,39 kvadratkilometer. Räknas de 27 avrinningsområdena uppströms in blir den ackumulerade arean 168,16 kvadratkilometer. Karsbäcken som avvattnar avrinningsområdet har biflödesordning 2, vilket innebär att vattnet flödar genom totalt 2 vattendrag innan det når havet efter 87 kilometer. Avrinningsområdet består mestadels av skog (66 procent) och sankmarker (17 procent). Avrinningsområdet har 0,38 kvadratkilometer vattenytor vilket ger det en sjöprocent på 8,7 procent.